# Pennsylvanischer Staatsbote
Der Pennsylvanische Staatsbote war eine Wochenzeitung von 1762 bis 1779.
Sie war eine der ersten länger bestehenden  deutschsprachigen Zeitungen in Nordamerika und veröffentlichte am 5. Juli 1776 als erste die Nachricht von der Unabhängigkeitserklärung.

## Geschichte
Gründung und verschiedene Bezeichnungen
Am 18. Januar 1762 erschien erstmals  der Wöchentliche Staatsbote. Mit den neuesten Fremden und Einheimisch Politischen Nachrichten, samt den von Zeit zu Zeit in der Kirche und Gelehrten Welt sich ereignenden Merkwürdigkeiten  durch den eingewanderten deutschen Verleger Henrich Miller (Johann Heinrich Müller).
Seit 1763 hieß dieser Wöchentlicher Philadelphischer Staatsbote,  Anfang 1768  Wöchentlicher Pennsylvanischer Staatsbote, und seit 1775 Henrich Millers Pennsylvanischer Staatsbote, der nun zweimal in der Woche erschien.
Entwicklung und Bedeutung
Er war eine der beiden wichtigsten frühen deutschsprachigen Zeitungen in Nordamerika, neben der Germantowner Zeitung von Christoph Sauer. Henrich Miller unterstützte   die amerikanischen Unabhängigkeitsbestrebungen  und veröffentlichte auch wichtige Resolutionen des Congresses, während  Christoph Sauer für die weitere Zugehörigkeit zur britischen Kolonialmacht eintrat.
Am 5. Juli 1776 informierte „Henrich Millers Pennsylvanischer Staatsbote“ als erste Zeitung im Land über die Unabhängigkeitserklärung des Kontinentalkongresses vom Vortag

„Gestern  hat der Vestländische Congreß die Vereinigten Colonien Freye Unabhängliche Staaten zu seyn erklärt.“

Erst  am nächsten Tag  konnte die „Pennsylvania Evening Post“ auch  die englischsprachigen Leser darüber informieren.  
In seiner nächsten Ausgabe vom 9. Juli veröffentlichte der Pennsylvanische Staatsbote eine deutsche Übersetzung des vollständigen Textes.
Ab Mitte Juli erschien die Zeitung wieder nur noch einmal wöchentlich.
Im September 1777 musste Henry Miller Philadelphia nach der Besetzung durch englische Truppen verlassen, deshalb wurde der Pennsylvanische Staatsbote eingestellt.
Seit August 1778 konnte dieser nach seiner Rückkehr wieder erscheinen, am 26. Mai 1779 erschien die Zeitung zum letzten Mal, da sie durch die Inflation unter wirtschaftlichen Schwierigkeiten stand. Henrich Miller beendete seine Verlegertätigkeiten mit 77 Jahren.
Nachfolgezeitung
Seine beiden Mitarbeiter  Melchior Steiner und Charles Cist  gaben seit dem 21. Juli 1779 die Nachfolgezeitung Philadelphisches Staatsregister heraus,  die seit 1781 Gemeinnützige Philadelphische Correspondenz  und seit 1790 Neue Philadelphische Correspondenz hieß und bis etwa 1812 bestand.